# Liard Highway
Der Liard Highway ist die einzige befestigte Verbindung zwischen British Columbia und den Nordwest-Territorien. Dieser Highway wird in British Columbia Highway 77 und in den Nordwest-Territories Highway 7 genannt.
Der Liard Highway wurde im Jahre 1984 fertiggestellt und bekam 1986 den Namen Highway 77. Die Straße beginnt in British Columbia am Alaska Highway ca. 28 Kilometer von Fort Nelson entfernt und verläuft dann 138 Kilometer nordöstlich zu der Grenze zu den Nordwest-Territorien. Von dort an trägt die Straße den Namen Highway 7 und verläuft 254 Kilometer durch die Nordwest-Territories und endet an einem Verbindungspunkt zum Mackenzie Highway südlich von Fort Simpson.